# Tudjaat
Tudjaat es un dúo de mujeres inuit conocidas por sus ejecuciones y grabaciones de tradicionales cantos de garganta inuit. El dúo está compuesto por Madeleine Allakariallak y Phoebe Atagotaaluk, de Nunavut, Canadá.

## Historia
El dúo Tudjaat fue fundado en 1994 luego de que el productor Randall Prescott oyera a Allakariallak actuando como parte de un coro en el tercer CD de Susan Aglukark. Cuando supo que Atagotaaluk, su prima, también era una cantante de garganta, arregló para tenerlas en dúo con algunos músicos complementarios para una sesión de grabación en la que combinaron sus cantos tradicionales con guitarra, teclado, bajo y música de tambor. El resultado fue la producción y publicación de un CD de seis pistas titulado Tudjaat.
Las Tudjaat cantaron "Kajusita (My Ship Comes in)", una canción escrita por Allakariallak, Jon Parque-Wheeler y Randall Prescott. La canción, que describe el exilio forzado de un grupo inuit al Alto Ártico en el último siglo (el 20), es un tributo a quienes padecieron y murieron como consecuencia de una decisión gubernamental. La canción le dio a su productor el «Premio a mejor canción» en los premios del American Indian Film Institute (Instituto de cine indígena estadounidense) y fue incluido en un CD recopilatorio de la Organización de las Naciones Unidas titulado Here and Now: A celebration of Canadian Music. Las Tudjaat además fueron nominadas para un Premio Juno de Mejor música del Canadá aborigen en 1997, pero no ganó.
Al año siguiente, Qingauiit, escrita por Jon Parque-Wheeler y Randall Prescott, fue incluida en el álbum Putumayo's A Native American Odyssey: Inuit to Inca. También ese año, el dúo apareció en el álbum de Robbie Robertson Contact from the Underworld of Redboy. Después de la corta carrera de este dúo, la cantante Allakariallak trabajó para la CBC en el norte de Canadá y en 2005 se convirtió en presentadora del noticiero de la cadena ATPN.